# Эрменгол V (граф Урхеля)

Графство Урхель на карте северо-восточной Испании сер. XII в.

Эрменгол V (Эрменгол из Моллеруссы, Эрменгол с Майорки; исп. Ermengol V Ermengol  El de Mollerussa; 1073/1075 — 1102) — граф Урхеля с 1092 года. Сын Эрменгола IV и его жены Люсии де Ла Марш.
Бо́льшую часть жизни прожил в Кастилии, где женился на Марии Перес, дочери Педро Ансуреса, сеньора Вальядолида (1094/1095).
Во время своих частых и долгих отлучек поручал управление Урхелем Геро II де Кабрера.
Умер в Леоне 14 сентября 1102 года; предположительно, убит маврами во время их очередного набега.
Дети:
- Эрменгол VI (1096 — 28 июня 1154), граф Урхеля
- Тереза, муж — Гиллем Бернат I, граф Сердани
- Эстефания (ум. 1143), 1-й муж — Фернандо Гарсес де Хита, внебрачный сын Гарсии, короля Галисии, основатель рода Кастро; 2-й муж — граф Родриго Гонсалес де Лара.